# Danh sách viện trợ nước ngoài cho Ukraina trong Chiến tranh Nga-Ukraina

Liên Bang Nga
Ukraina
Các quốc gia gửi viện trợ quân sự đến Ukraine

Liên Bang Nga
Ukraina
Các quốc gia gửi viện trợ nước ngoài, bao gồm cả viện trợ nhân đạo cho Ukraine

Đây là danh sách các viện trợ nước ngoài, bao gồm viện trợ quân sự, viện trợ nhân đạo và hỗ trợ tài chính, đã và sẽ được cung cấp cho Ukraina trong Chiến tranh Nga-Ukraina.

## Được Viện Trợ bởi các quốc gia có chủ quyền
| Quốc Gia  | Viện trợ quân sự | Hỗ trợ tài chính (không dành cho mục đích nhân đạo)                       | Viện trợ nhân đạo (bao gồm cả các quỹ riêng) |
| --------- | --- | ------------------------------------------------------------------------- | --- |
| Albania   | Bộ trưởng Quốc phòng Niko Peleshi cho biết vào ngày 18 tháng 3 năm 2022 rằng Albania đã gửi thiết bị quân sự đến Ukraina. | 1 triệu euro được cung cấp cho chính phủ Ukraina vào ngày 10 tháng6 năm . | |
| Argentina | |                                                                           | Chính phủ Argentina đã gửi viện trợ nhân đạo sau đây cho Ukraina: - Một triển khai đặc biệt của Tổ Chức Mũ trắng đã cử lực lượng đặc nhiệm nhân đạo, để hỗ trợ cho người tị nạn ở biên giới Ukraine-Ba Lan. - 1.500 t (1.500 tấn Anh; 1.700 tấn Mỹ) thực phẩm, thuốc men và quần áo, kể từ ngày 4 tháng 3 năm 2022. - Các Khoảng Viện trợ nhân đạo sẽ được cung cấp trong những ngày tới Chính quyền thành phố Buenos Aires cũng đã công bố gói viện trợ nhân đạo của riêng mình cho Ukraina. |
| Australia | Chính phủ Úc đã phê duyệt viện trợ quân sự cho Ukraine: - Thiết bị quân sự phi sát thương trị giá 25 triệu USD vào ngày 25 tháng 2 năm 2022. - Thiết bị quân sự trị giá 50 triệu đô la ("tên lửa và đạn dược") vào ngày 28 tháng 2 năm 2022. - 21 triệu đô la Úc cho Lực lượng vũ trang Ukraine vào ngày 20 tháng 3 năm 2022 - Vài nghìn khẩu Steyr AUGthừa. - 25 triệu đô la Úc cho "hỗ trợ quân sự phòng thủ" bao gồm hệ thống radar, thực phẩm và vật tư y tế. - Defense Minister Peter Dutton confirmed 20 Bushmaster Protected Mobility Vehicles would be sent after undergoing modifications. - Vào ngày 27 tháng 4 năm 2022, chính phủ Úc thông báo chuyển viện trợ quân sự trị giá 26,7 triệu đô la. Sáu khẩu pháo M777 155 mm và đạn dược. Tổng cộng Australia đã viện trợ quân sự 225 triệu đô la và viện trợ nhân đạo 65 triệu đô la. - 20 phương tiện di chuyển được bảo vệ Bushmaster bổ sung và 14 APC M113 đã được công bố vào ngày 19 tháng 5 năm 2022 được lấy từ các kho dự trữ dư thừa. |                                                                           | 30 triệu đô la Úc vào ngày 20 tháng 3 năm 2022: - 10 triệu đô la Úc cho các tổ chức phi chính phủ khác nhau - 10 triệu đô la Úc cho Chương trình Lương thực Thế giới - 8 triệu đô la Úc cho Quỹ Dân số Liên Hợp Quốc - 2 triệu đô la Úc cho Kháng cáo của Liên minh Hành động Khẩn cấp Ukraina Ít nhất 70.000 tấn than nhiệt cho các nhà máy điện Ukraine vào ngày 20 tháng 6 năm 2022 |
| Austria   | |                                                                           | Thủ tướng Karl Nehammer đã phê duyệt việc gửi thiết bị bảo vệ cho các lực lượng dân sự đến Ukraine: - 10.000 mũ bảo hiểm, áo khoác và hơn thế nữa 100,000 l (21,997 gal Anh; 26,417 gal Mỹ) nhiên liệu. |

## Tham Khảo
1. ↑  "Albania Sent Military Equipment to Ukraine". Exit News. ngày 18 tháng 3 năm 2022. Bản gốc lưu trữ ngày 18 tháng 3 năm 2022. Truy cập ngày 29 tháng 6 năm 2022.
2. ↑  "Albania Donates EUR 1Mln Aid to Ukraine". ALBANIA DAILY NEWS (bằng tiếng Anh). Truy cập ngày 14 tháng 6 năm 2022.
3. ↑  "Ucrania negocia con Argentina el envío de un avión con ayuda humanitaria". Info Bae (bằng tiếng Tây Ban Nha). ngày 6 tháng 3 năm 2022. Lưu trữ bản gốc ngày 28 tháng 2 năm 2022. Truy cập ngày 6 tháng 3 năm 2022.
4. 1 2  "Ucrania negocia con Argentina el envío de un avión con ayuda humanitaria". Cronista (bằng tiếng Tây Ban Nha). ngày 4 tháng 3 năm 2022. Lưu trữ bản gốc ngày 28 tháng 2 năm 2022. Truy cập ngày 6 tháng 3 năm 2022.
5. ↑  "Larreta y Beliz negocian el envío de ayuda humanitaria a Ucrania". ngày 4 tháng 3 năm 2022. Lưu trữ bản gốc ngày 28 tháng 2 năm 2022. Truy cập ngày 6 tháng 3 năm 2022.
6. ↑  "Australia tilbyr militærhjelp". ngày 28 tháng 2 năm 2022. Lưu trữ bản gốc ngày 28 tháng 2 năm 2022. Truy cập ngày 28 tháng 2 năm 2022.
7. ↑  "Live updates: US official: Belarus may join Ukraine invasion". ngày 28 tháng 2 năm 2022. Lưu trữ bản gốc ngày 28 tháng 2 năm 2022. Truy cập ngày 28 tháng 2 năm 2022.
8. ↑  "Australia tilbyr militærhjelp". NRK (bằng tiếng Na Uy). ngày 28 tháng 2 năm 2022. Lưu trữ bản gốc ngày 28 tháng 2 năm 2022. Truy cập ngày 28 tháng 2 năm 2022.
9. ↑  "Live updates: US official: Belarus may join Ukraine invasion". ngày 28 tháng 2 năm 2022. Lưu trữ bản gốc ngày 28 tháng 2 năm 2022. Truy cập ngày 28 tháng 2 năm 2022.
10. ↑  "Australia sender raketter til Ukraina". NRK (bằng tiếng Na Uy). ngày 1 tháng 3 năm 2022. Lưu trữ bản gốc ngày 2 tháng 3 năm 2022. Truy cập ngày 1 tháng 3 năm 2022.
11. 1 2 3  Grenfell, Oscar (ngày 20 tháng 3 năm 2022). "Australian government sending second shipment of arms to Ukraine". ABC News. Truy cập ngày 20 tháng 3 năm 2022.
12. ↑  Clarke, Melissa (ngày 18 tháng 3 năm 2022). "Scott Morrison announces visas for Ukrainians, $50 million in military and humanitarian aid". World Socialist Web Site. Truy cập ngày 17 tháng 4 năm 2022.
13. ↑  Dziedzic, Stephen (ngày 31 tháng 3 năm 2022). "Australia to send money for more military aid to Ukraine after Zelenskyy request". ABC News. Truy cập ngày 31 tháng 3 năm 2022.
14. ↑  "Australian combat vehicles on their way to Ukraine". 9news. Truy cập ngày 7 tháng 4 năm 2022.
15. ↑  "Scott Morrison says Australia will send Bushmasters to Ukraine and fill Volodymyr Zelenskyy's request". Australian Broadcasting Corporation. ngày 31 tháng 3 năm 2022.
16. ↑  Harley Dennett (ngày 1 tháng 4 năm 2022). "Scott Morrison confirms Australia will send Bushmasters to Ukraine after Zelensky plea". The Canberra Times.
17. ↑  "Australia agrees to Ukrainian President Volodymyr Zelensky's request". news.com.au. News Corp Australia. ngày 1 tháng 4 năm 2022.
18. ↑  "Australia joins US in pledging more weapons for Ukraine as Russia threatens gas supplies to Poland". sbs.com.au. ngày 26 tháng 4 năm 2022.
19. ↑  "Australia to Deliver Six M777 Howitzers to Ukraine". The Defense Post (bằng tiếng Anh). ngày 28 tháng 4 năm 2022. Truy cập ngày 15 tháng 6 năm 2022.
20. ↑  Charbel, Kadib (ngày 18 tháng 5 năm 2022). "Australia to send M113 APCs, additional Bushmasters to Ukraine". www.defenceconnect.com.au (bằng tiếng Anh). Truy cập ngày 19 tháng 5 năm 2022.
21. ↑  "News zum Ukrainekrieg". Der Spiegel (bằng tiếng Đức). ngày 28 tháng 2 năm 2022. Lưu trữ bản gốc ngày 28 tháng 2 năm 2022. Truy cập ngày 28 tháng 2 năm 2022.
22. ↑  "Russland-Ukraine-News am Montag: Unicef: »Situation für Kinder wird von Minute zu Minute schlimmer«". ngày 28 tháng 2 năm 2022. Lưu trữ bản gốc ngày 28 tháng 2 năm 2022. Truy cập ngày 28 tháng 2 năm 2022.
23. ↑  "Austria to send protective equipment and fuel to Ukraine". ngày 28 tháng 2 năm 2022. Lưu trữ bản gốc ngày 28 tháng 2 năm 2022. Truy cập ngày 28 tháng 2 năm 2022.